# 리퍼블릭 플라자 (싱가포르)
리퍼블릭 플라자(共和大厦, Republic Plaza)는 싱가포르 다운타운에 위치한 마천루이다. 지상 66층, 280m로 싱가포르 3대 최고층 마천루 중 하나이다.

## 같이 보기
- 세계 마천루 목록
- 아시아 마천루 목록
- 원 래플즈 플레이스
- 대화은행 플라자 (싱가포르)